# Нортеск
Нортеск (англ. Northesk) — парафія в Канаді, у провінції Нью-Брансвік, у складі графства Нортамберленд.

## Населення
За даними перепису 2016 року, парафія нараховувала 2263 особи, показавши скорочення на 3,0%, порівняно з 2011-м роком. Середня густина населення становила 0,7 осіб/км².
З офіційних мов обидвома одночасно володіли 200 жителів, тільки англійською — 2 060, тільки французькою — 5. Усього 20 осіб вважали рідною мовою не одну з офіційних, з них 5 — одну з корінних мов.
Працездатне населення становило 59,6% усього населення, рівень безробіття — 16% (20,8% серед чоловіків та 11,2% серед жінок). 91,2% осіб були найманими працівниками, а 5,9% — самозайнятими.
Середній дохід на особу становив $41 301 (медіана $29 299), при цьому для чоловіків — $48 473, а для жінок $33 622 (медіани — $37 248 та $23 552 відповідно).
33,3% мешканців мали закінчену шкільну освіту, не мали закінченої шкільної освіти — 18,8%, 47,9% мали післяшкільну освіту, з яких 23,6% мали диплом бакалавра, або вищий.
| Статево-вікова структура населення | Статево-вікова структура населення | Статево-вікова структура населення | Статево-вікова структура населення | Статево-вікова структура населення |
| ---------------------------------- | ---------------------------------- | ---------------------------------- | ---------------------------------- | ---------------------------------- |
|                                    |                                    |                                    |                                    |                                    |
| Всього                             | Всього                             | 50,1%49,9%                         |                                    |                                    |
| 0 — 14 років                       | 0 — 14 років                       |                                    | 12,4%                              | 12,4%                              |
| 15 — 64 років                      | 15 — 64 років                      |                                    | 64,9%                              | 64,9%                              |
| 65 і більше                        | 65 і більше                        |                                    | 22,7%                              | 22,7%                              |
| 85 і більше                        | 85 і більше                        |                                    | 2,6%                               | 2,6%                               |
| Середній вік (років)               | Середній вік (років)               | 45,347,4                           | 46,3                               | 46,3                               |
| Медіана (років)                    | Медіана (років)                    | 49,350,7                           | 49,9                               | 49,9                               |
| — чоловіки — жінки                 |                                    |                                    |                                    |                                    |

| Походження мешканців:     | Походження мешканців:     | Походження мешканців: | Походження мешканців: | Походження мешканців: |
| ------------------------- | ------------------------- | --------------------- | --------------------- | --------------------- |
| Походження                |                           |                       | осіб                  | %                     |
| Корінні американці        | Корінні американці        |                       | 90                    | 3.98%                 |
| Інше північноамериканське | Інше північноамериканське |                       | 1 015                 | 44.91%                |
| Європейське               | Європейське               |                       | 1 740                 | 76.99%                |
| британське                | британське                |                       | 1 615                 | 71.46%                |
| французьке                | французьке                |                       | 375                   | 16.59%                |
| українське                | українське                |                       | 25                    | 1.11%                 |
| Карибське                 | Карибське                 |                       | 10                    | 0.44%                 |
| Азійське                  | Азійське                  |                       | 10                    | 0.44%                 |
| Океанійське               | Океанійське               |                       | 20                    | 0.88%                 |

| Зайнятість населення за галузями (за класифікацією NOC): | Зайнятість населення за галузями (за класифікацією NOC): | Зайнятість населення за галузями (за класифікацією NOC): | Зайнятість населення за галузями (за класифікацією NOC): | Зайнятість населення за галузями (за класифікацією NOC): |
| -------------------------------------------------------- | -------------------------------------------------------- | -------------------------------------------------------- | -------------------------------------------------------- | -------------------------------------------------------- |
|                                                          |                                                          |                                                          |                                                          |                                                          |
| Управління                                               | Управління                                               |                                                          | 8,2%                                                     | 8,2%                                                     |
| Бізнес, фінанси та адміністрування                       | Бізнес, фінанси та адміністрування                       |                                                          | 13%                                                      | 13%                                                      |
| Природничі та прикладні науки                            | Природничі та прикладні науки                            |                                                          | 2,6%                                                     | 2,6%                                                     |
| Охорона здоров'я                                         | Охорона здоров'я                                         |                                                          | 8,7%                                                     | 8,7%                                                     |
| Освіта, правозахист, муніципальні та урядові служби      | Освіта, правозахист, муніципальні та урядові служби      |                                                          | 11,7%                                                    | 11,7%                                                    |
| Роздрібна торгівля та послуги                            | Роздрібна торгівля та послуги                            |                                                          | 25,1%                                                    | 25,1%                                                    |
| Гуртова торгівля, транспорт та обладнання                | Гуртова торгівля, транспорт та обладнання                |                                                          | 24,2%                                                    | 24,2%                                                    |
| Природні ресурси, сільське господарство                  | Природні ресурси, сільське господарство                  |                                                          | 3,5%                                                     | 3,5%                                                     |
| Виробництво                                              | Виробництво                                              |                                                          | 2,6%                                                     | 2,6%                                                     |

## Клімат
Середня річна температура становить 2,4°C, середня максимальна – 20,3°C, а середня мінімальна – -19,7°C. Середня річна кількість опадів – 1 112 мм.
| Клімат поселення                              | Клімат поселення | Клімат поселення | Клімат поселення | Клімат поселення | Клімат поселення | Клімат поселення | Клімат поселення | Клімат поселення | Клімат поселення | Клімат поселення | Клімат поселення | Клімат поселення | Клімат поселення |
| Показник                                      | Січ.             | Лют.             | Бер.             | Квіт.            | Трав.            | Черв.            | Лип.             | Серп.            | Вер.             | Жовт.            | Лист.            | Груд.            |                  |
| Середній максимум, °C                         | −7,89            | −6,84            | −0,3             | 6,24             | 13,67            | 19,32            | 20,29            | 20,28            | 14,62            | 8,72             | 2,79             | −5,14            |                  |
| Середня температура, °C                       | −13,8            | −12,75           | −6,22            | 0,33             | 7,77             | 13,42            | 16,64            | 16,62            | 10,96            | 5,06             | −0,87            | −8,8             |                  |
| Середній мінімум, °C                          | −19,72           | −18,66           | −12,12           | −5,58            | 1,85             | 7,50             | 12,98            | 12,96            | 7,30             | 1,41             | −4,53            | −12,45           |                  |
| Норма опадів, мм                              | 91               | 59               | 82               | 82               | 99               | 101              | 119              | 105              | 96               | 104              | 90               | 84               |                  |
| Середньомісячна швидкість вітру, м/с          | 3.74             | 3.80             | 3.99             | 3.80             | 3.50             | 3.06             | 2.75             | 2.68             | 2.94             | 3.28             | 3.46             | 3.58             |                  |
| Середньомісячна сонячна радіація, кДж/м²·день | 4975             | 8374             | 12326            | 15679            | 18319            | 20072            | 19465            | 17097            | 12533            | 7698             | 4573             | 3717             |                  |
| --------------------------------------------- | ---------------- | ---------------- | ---------------- | ---------------- | ---------------- | ---------------- | ---------------- | ---------------- | ---------------- | ---------------- | ---------------- | ---------------- | ---------------- |
| Джерело:                                      |                  |                  |                  |                  |                  |                  |                  |                  |                  |                  |                  |                  |                  |